# Victoria-malom
A Victoria Gőzmalom Részvénytársaság gőzmalma, röviden csak Victoria-malom egy nagy múltú budapesti élelmiszeripari üzem, gőzmalom volt.

## Története
Az 1800-as évek második felében bekövetkező nagyipari fejlődés során számos gőzmalom épült Budapest területén. Ezek közé tartozott a Victoria-malom is. A malom előde 1862-ben épült fel Lord Sámuel fakereskedő fűrészmalmaként Hild Károly tervei alapján. A gőzmalom 1865-ben épült meg a mai Újpesti rakpart (39-40.) – Tutaj utca (16-18.) – Kárpát utca (38-46.) – Bessenyei utca (2-4.) közötti területen. A létesítmény tervezője Limburszky József volt. Nevét a Victoria Gőzmalom Rt.-ről kapta, amely 1867-től üzemeltette.
Az eredetileg földszintes épületre és a 2 emeletes házra 1883-ban Pucher József 2-2 emeletet épített rá. 1915-ban Wellisch Hugó bővítette az épületállományt, 1918-ban pedig Wellisch Sándor és Wellisch Gyula emeletet, újabb toldalékot és korpasilót tervezett. 1899-ben (feltehetően szintén Wellisch Sándor és Wellisch Gyula tervei alapján) raktárépület épült hozzá a Kárpát u. 23. / Bessenyei u. 6. telken. Ez az épület 1944-ben elpusztult. Helyére óvoda és bölcsőde épült.
A malom mintegy 6 évtizeden keresztül működött. 1931-től felszámolás alatt állt. Az épület ezt követően megmaradt, de egy 1944-es  angol légitámadás során megsérült. A második világháború után sem bontották el egyből, hosszú időn át raktárként használták. Végül az 1970-es években került sor az elbontására. Helyére a Kárpát utcai panel lakótelep egy része épült.